# Ор-Аківа
Ор-Аківа (івр. אור עקיבא) — місто в центрі Ізраїлю яке засноване в 1951 році ,а статус міста отримало в 2001.
Ор-Аківа знаходиться за 48 км від Хайфи і 39 км від Тель-Авіва, за 3 км від Середземного моря між двома автомобільними магістралями поряд з Кесарією. Названий на честь рабі Аківи, страченого римлянами в Кесарії в 135 р. н.
Місто розташоване на півночі Прибережної рівнини, відноситься до підрайону Хадера

## Історія
17 квітня 1951 року з двох сімей у що мешкали у  наметах серед пісків почалося поселення, яке спочатку було пересильним табором.
29 квітня 1951 року прибуло 38 сімей румунських репатріантів.
1952 року поселення прийняло репатріантів з Марокко, Лівії, Ірану, Індії.
З 1955 переселенців почали переселяти в постійні будівлі.
У 1959 році прибуло багато сімей з Індії із громади Бней Ізраель.
У 1962 році було створено шинний завод та меблеву фабрику.
До кінця 1970-х років у поселення прибула велика хвиля репатріантів із Кавказу.
У 1992 році поселення прийняло велику хвилю репатріантів із СРСР.